# Toshi Sabri
Muhammad Ovez Sabri, conocido artísticamente como Toshi Sabri (Hindi: तोशी सब्री), (n. el 4 de julio de 1984 en el Punyab), es un cantante de playback y compositor indio, perteneciente a una familia de músicos como los Rajasthan Sabri. Toshi se especializó en muchos géneros musicales como el Qawwali y el pop, también se dedicó como cantante de playback o reproducción principal. El sigue siendo un misterio, por interpretar una de sus famosas canciones tituladas "Maahi". Ha compuesto un tema musical para una película titulada Jashnn, como director musical y con la colaboración de su hermano Sharib Sabri, comenzó a cantar a una edad temprana. Su padre también era músico, interpretaba clásica de la India. Sharib Sabri, su hermano, pertenece también al ámbito musical y ha participado en un concurso de música acompañado por un grupo pequeño.
Toshi ha mencionado a menudo sobre su lucha para ser un cantante profesional, después de llegar a Mumbai en los últimos dos años antes de ser elegido, como la primera figura de la voz de "Amul Star Voice of India". Dejó sus estudios antes de dar sus 12 exámenes y por lo tanto no pudo encontrar un trabajo en Mumbai. Queriendo demostrar su valía como cantante y obtener una gran oportunidad, cantaba en bodas, fiestas, ocasiones, restaurantes e incluso en un bares.

## Carrera
Toshi comenzó su carrera musical oficial, tras interpretar un tema musical para una película titulada "Raaz – The Mystery Continues", un film que tuvo un éxito arrollador de taquilla. Junto a su hermano y finalista de "Sa Re Ga Ma Pa Challenge 2005", Sharib Sabri, compuso también otro tema musical que fue un gran éxito. Realizó un seguimiento, para incursionar en el género rock, esto para una pista musical titulada "Maahi and maahi". Fue finalista en "Amul STAR Voice of India", durante su carrera artística él ha seguido luchando para lograr incursionar en la industria de la música hindi.
También cantó una canción en telugu titulada "Seheri" junto a Priya, para una película titulada Oy! y otra en tamil "Thedi Varuven" de "Kadhal 2 Kalyanam", ambos compuestos por Yuvan Shankar Raja.
Recientemente, ha interpretado una canción titulada "Waqt Dhoop Ki" para "Daboo Malik"  para la película Kissan.

### Como compositor
| Año  | Película                     | Canción                                |
| 2008 | Summer 2007                  | Jaage Hain Baad Muddat Ke              |
| 2008 | Horn Ok Please               | Nathani Utaro                          |
| 2008 | Raaz – The Mystery Continues | Mahi                                   |
| 2009 | Jashnn                       | Aish Karle, Ishq Ka Hai"               |
| 2009 | Kissan                       | Waqt Ki Dhoop                          |
| 2009 | Vaada Raha                   | Vaada Raha                             |
| 2009 | Jail                         | Sainya ve, Milke Yun Laga              |
| 2009 | Oy!                          | Seheri                                 |
| 2010 | Veer                         | Kanha Thumari                          |
| 2010 | Bondhu Eso Tumi              | Allah Re Moula Re                      |
| 2009 | phir                         | mahi way, Ho chalay lo hum to deewanay |
| 2010 | Phhir                        | Satrangi sathiyan, Yaadein             |
| 2010 | Om Shanthi                   | Om Shanthi                             |
| 2010 | Jannat                       | LAMBI JUDAI (KILOGRAM MIX) '           |
| 2011 | Lanka                        | Tu Hai Tu(Qubool)                      |
| 2011 | Ghost                        | Jalwanuma, Dil Ke Liya, Salame Salame  |
| 2012 | Kadhal 2 Kalyanam            | Thedi Varuven                          |
| 2012 | Will You Marry Me?           | Kalma                                  |
| 2012 | Mastaan                      | '                                      |
| 2013 | Yamla Pagla Deewana 2        | -                                      |

### Music Ka Maha Muqabla
Toshi también participó para un evento musical llamado "Ka Maha Muqabla" (un concurso de canto) que salió al aire por "Star Plus". Él era parte del equipo de Mika blasters.